# Comuna Makarîha, Znameanka
Makarîha (în ucraineană Макариха) este o comună în raionul Znameanka, regiunea Kirovohrad, Ucraina, formată din satele Makarîha (reședința) și Novopokrovka.

## Demografie
Componența lingvistică a comunei Makarîha
     Ucraineană (97,36%)
     Rusă (1,56%)
     Alte limbi (0,47%)
Conform recensământului din 2001, majoritatea populației comunei Makarîha era vorbitoare de ucraineană (97,36%), existând în minoritate și vorbitori de rusă (1,56%).